# Jonathan Bamba
Jonathan Bamba (Alfortville, 26 maart 1996) is een Frans voetballer van Ivoriaanse afkomst die doorgaans als vleugelspeler speelt. Hij verruilde Lille OSC in juli 2023 transfervrij voor Celta de Vigo. Bamba debuteerde in 2023 in het Ivoriaans voetbalelftal.

## Clubcarrière
Bamba speelde in de jeugd voor CA Paris, UJA Alfortville en Saint-Étienne. Voor laatsgenoemde club debuteerde hij op 25 januari 2015 in de Ligue 1, tegen Paris Saint-Germain. Hij maakte op 20 augustus 2015 zijn Europese debuut, in de voorronde van de Europa League tegen FC Milsami. Zijn eerste competitietreffer volgde op 20 september 2015, tegen FC Nantes. Bamba brak niet meteen door bij Saint-Étienne. Dat verhuurde hem daarom aan achtereenvolgens Paris FC, STVV en Angers SCO om aan spelen toe te komen. Toen hij terugkeerde bij Saint-Étienne speelde hij in seizoen 2017/18 in 34 van de 38 competitieronden.
Na zijn eerste volle seizoen op het hoogste niveau was Bamba transfervrij. Hierop tekende hij voor vijf seizoenen bij Lille OSC. Coach Christophe Galtier liet hem in zijn eerste jaar bij de club meteen alle 38 speelronden spelen, waarvan 35 vanaf de aftrap. Hij droeg dat jaar met onder meer dertien doelpunten bij aan het behalen van de tweede plaats in de Ligue 1. Hij speelde in september 2019 vervolgens zijn eerste wedstrijden in de Champions League, tegen Ajax, Chelsea en Valencia. Bamba speelde ook iedere speelronde in het seizoen 2020/21 en behoorde zo tot de kern van spelers die de club voor de vierde keer sinds de oprichting landskampioen maakte.
Na vijf seizoenen en 200 wedstrijden voor Lille was Bamba opnieuw transfervrij. Hij tekende in juli 2023 voor drie jaar bij Celta de Vigo, de nummer dertien van Spanje in het voorgaande seizoen.

## Clubstatistieken
| Seizoen | Club          | Competitie    | Competitie | Competitie | Beker | Beker | Internationaal | Internationaal | Totaal | Totaal |
| Seizoen | Club          | Competitie    | Wed.       | Dlp.       | Wed.  | Dlp.  | Wed.           | Dlp.           | Wed.   | Dlp.   |
| ------- | ------------- | ------------- | ---------- | ---------- | ----- | ----- | -------------- | -------------- | ------ | ------ |
| 2014/15 | Saint-Étienne | Ligue 1       | 3          | 0          | 1     | 0     | 0              | 0              | 4      | 0      |
| 2015/16 | Saint-Étienne | Ligue 1       | 5          | 1          | 2     | 0     | 4              | 0              | 11     | 1      |
| 2015/16 | → Paris FC    | Ligue 2       | 14         | 0          | 0     | 0     | —              | —              | 14     | 0      |
| 2016/17 | → STVV        | Eerste klasse | 8          | 2          | 3     | 1     | —              | —              | 11     | 3      |
| 2016/17 | → Angers SCO  | Ligue 1       | 16         | 3          | 4     | 0     | —              | —              | 20     | 3      |
| 2017/18 | Saint-Étienne | Ligue 1       | 34         | 7          | 3     | 1     | —              | —              | 37     | 8      |
| 2018/19 | Lille OSC     | Ligue 1       | 38         | 13         | 3     | 1     | —              | —              | 41     | 14     |
| 2019/20 | Lille OSC     | Ligue 1       | 26         | 1          | 5     | 0     | 6              | 0              | 37     | 1      |
| 2020/21 | Lille OSC     | Ligue 1       | 38         | 6          | 2     | 0     | 8              | 1              | 48     | 7      |
| 2021/22 | Lille OSC     | Ligue 1       | 31         | 1          | 1     | 0     | 6              | 0              | 38     | 1      |
| 2022/23 | Lille OSC     | Ligue 1       | 34         | 6          | 1     | 0     | —              | —              | 35     | 6      |
| Totaal  | Totaal        | Totaal        | 247        | 40         | 25    | 3     | 24             | 1              | 296    | 44     |

Bijgewerkt op 20 juli 2023.

## Interlandcarrière
Bamba maakte deel uit van verschillende Franse nationale jeugdselecties vanaf Frankrijk –16 en speelde zijn laatste jeugdinterland in juni 2019. Hij debuteerde op 17 juni 2023 in het Ivoriaans voetbalelftal. Bondscoach Jean-Louis Gasset gaf hem toen een basisplaats in een met 3–0 verloren kwalificatiewedstrijd voor het Afrikaans kampioenschap 2023 uit bij Zambia.

## Erelijst
| Kampioen Ligue 1      | 1x | 2020/21 |
| Trophée des Champions | 1x | 2021    |